# Budiná
Budiná (in ungherese Budaszállás, in tedesco Budenbichl) è un comune della Slovacchia facente parte del distretto di Lučenec, nella regione di Banská Bystrica.

## Storia
Il villaggio viene citato per la prima nel 1393 (Brtolehutaya). All'epoca apparteneva dalla Signoria di Divín. Dal 1554 al 1595 venne occupato dai Turchi. Nel 1944 24 suoi abitanti vennero uccisi dai collaborazionisti filonazisti.